# Port lotniczy Tiencin-Binhai
Port lotniczy Tiencin-Binhai (IATA: TSN, ICAO: ZBTJ) – międzynarodowy port lotniczy położony w Tiencinie, w Chińskiej Republice Ludowej. Położony jest na wschód od Tiencin, w dzielnicy Dongli. Jest to jeden z głównych towarowych portów lotniczych w Chińskiej Republice Ludowej, lotnisko przesiadkowe dla nowo powstających linii Tianjin Airlines i prywatnych Okay Airways. Jest to także węzeł rezerwowy dla Air China.
Loty międzynarodowe są przede wszystkim prowadzone przez Korean Air i Asiana do Portu lotniczego Seul-Incheon, Japan Airlines do Portu lotniczego Nagoja-Chūbu.

## Rozbudowa
Budowa nowego terminalu rozpoczęła się w sierpniu 2005 i zakończona została w końcówce 2007. Oddanie do pełnej eksploatacji nastąpiło w 2008. Rozbudowa lotniska zwiększyła powierzchnię terminalu do 116 000 m².
Rozbudowa o łącznej wartości blisko 3 mld juanów (409,5 mln dolarów), rozpoczęła się w sierpniu 2005 roku. Pas startowy został poszerzony do 75 metrów i wydłużony do 3600 metrów. W maju 2009 roku zakończyła się również budowa drugiego pasa startowego.

## Linie lotnicze i połączenia
| Linia Lotnicza            | Kierunek |
| ------------------------- | --- |
| Air China                 | 1. Changchun 2. Changsha 3. Chengdu-Shuangliu 4. Chengdu-Tianfu 5. Chongqing 6. Dalian 7. Daqing 8. Fuzhou 9. Guangzhou 10. Guilin 11. Guiyang 12. Haikou 13. Hangzhou 14. Harbin 15. Hohhot 16. Hongkong 17. Kunming 18. Lanzhou 19. Nanning 20. Ordos 21. Seul-Inczon 22. Szanghaj-Hongqiao 23. Szanghaj-Pudong 24. Shenzhen 25. Taiyuan 26. Tokio-Narita 27. Tonghua 28. Urumczi 29. Wenzhou 30. Wuhan 31. Xiamen 32. Xi’an 33. Xining 34. Yinchuan 35. Zhuhai |
| Air Macau                 | 1. Makau |
| Asiana Airlines           | 1. Seul-Inczon |
| Beijing Capital Airlines  | 1. Lijiang 2. Sanya |
| Chengdu Airlines          | 1. Chengdu-Shuangliu 2. Hulun Buir |
| China Eastern Airlines    | 1. Kunming 2. Lanzhou 3. Szanghaj-Hongqiao 4. Szanghaj-Pudong 5. Wuhan 6. Xi’an 7. Xishuangbanna |
| China Express Airlines    | 1. Baicheng 2. Baishan 3. Changsha 4. Changzhi 5. Chaoyang 6. Chengdu-Tianfu 7. Chongqing 8. Dalian 9. Guiyang 10. Haikou 11. Huizhou 12. Jiamusi 13. Jingzhou 14. Jixi 15. Chabarowsk 16. Kunming 17. Lüliang 18. Qiqihar 19. Quzhou 20. Shiyan 21. Shuozhou 22. Tianshui 23. Tongliao 24. Ulanhot 25. Xinzhou 26. Yan’an 27. Zhuhai 28. Zunyi |
| China Southern Airlines   | 1. Dalian 2. Guangzhou 3. Guiyang 4. Hotan 5. Jieyang 6. Sanya 7. Urumczi 8. Wuhan 9. Yiwu |
| China United Airlines     | 1. Huai’an 2. Sanya 3. Wenzhou |
| Colorful Guizhou Airlines | 1. Guiyang 2. Wanzhou 3. Yibin |
| Dalian Airlines           | 1. Dalian |
| EVA Air                   | 1. Tajpej-Taoyuan |
| Fuzhou Airlines           | 1. Fuzhou 2. Harbin 3. Xi’an 4. Yichang 5. Zhoushan |
| GX Airlines               | 1. Nanning 2. Shangrao 3. Yichang |
| Hainan Airlines           | 1. Ankang 2. Changsha 3. Dalian 4. Guangzhou 5. Haikou 6. Harbin 7. Nanning 8. Shenzhen |
| Japan Airlines            | 1. Nagoja-Centrair |
| Jiangxi Air               | 1. Nanchang |
| Joy Air                   | 1. Guiyang 2. Xi’an |
| Juneyao Airlines          | 1. Szanghaj-Pudong |
| Korean Air                | 1. Seul-Inczon |
| Lucky Air                 | 1. Chengdu-Tianfu 2. Dali 3. Mianyang |
| Okay Airways              | 1. Anqing 2. Baise 3. Bangkok-Don Muang 4. Changsha 5. Chengdu-Shuangliu 6. Chizhou 7. Guangzhou 8. Guilin 9. Haikou 10. Hangzhou 11. Harbin 12. Hefei 13. Kunming 14. Nanning 15. Sanya 16. Shenzhen 17. Shiyan 18. Urumczi 19. Wuhan 20. Xi’an 21. Xinzhou 22. Yancheng 23. Yinchuan |
| Ruili Airlines            | 1. Baotou 2. Enshi 3. Kunming 4. Lijiang 5. Xishuangbanna |
| Scoot                     | 1. Singapur |
| Shandong Airlines         | 1. Harbin 2. Hohhot 3. Xiamen 4. Yinchuan 5. Zhuhai |
| Shanghai Airlines         | 1. Szanghaj-Hongqiao 2. Szanghaj-Pudong |
| Shenzhen Airlines         | 1. Nanchang 2. Nantong 3. Quanzhou 4. Shenzhen 5. Wenzhou |
| Sichuan Airlines          | 1. Beihai 2. Chengdu-Shuangliu 3. Chengdu-Tianfu 4. Chongqing 5. Haikou 6. Harbin 7. Huai’an 8. Kunming 9. Lanzhou 10. Nanchang 11. Nanning 12. Ningbo 13. Phuket |
| Spring Airlines           | 1. Jeju 2. Lanzhou 3. Nanchang 4. Ningbo 5. Sanya |
| Spring Airlines Japan     | 1. Tokio-Narita |
| Tianjin Airlines          | 1. Changchun 2. Changsha 3. Chengdu-Tianfu 4. Chifeng 5. Chongqing 6. Dalian 7. Fuyang 8. Guangzhou 9. Guiyang 10. Haikou 11. Hulun Buir 12. Hangzhou 13. Harbin 14. Hohhot 15. Hotan 16. Jingdezhen 17. Kunming 18. Lanzhou 19. Lijiang 20. Linfen 21. Londyn-Heathrow 22. Nagoja-Centrair 23. Nanyang 24. Ningbo 25. Osaka-Kansai 26. Qingyang 27. Sapporo-Chitose 28. Seul-Inczon 29. Szanghaj-Hongqiao 30. Szanghaj-Pudong 31. Shenzhen 32. Tokio-Haneda 33. Urumczi 34. Wenzhou 35. Wuhai 36. Wuhan 37. Xiamen 38. Xi’an 39. Xilinhot 40. Xishuangbanna 41. Yulin 42. Zhangjiajie 43. Zhengzhou 44. Zhuhai |
| Tibet Airlines            | 1. Chongqing 2. Lhasa 3. Nanchong |
| VietJet Air               | 1. Nha Trang |
| Vietnam Airlines          | 1. Nha Trang |
| West Air                  | 1. Chongqing 2. Quanzhou 3. Sanya |
| Xiamen Air                | 1. Changchun 2. Changsha 3. Chongqing 4. Dalian 5. Fuzhou 6. Guangzhou 7. Haikou 8. Hangzhou 9. Harbin 10. Luzhou 11. Quanzhou 12. Szanghaj-Hongqiao 13. Shenzhen 14. Urumczi 15. Wuhan 16. Xiamen 17. Xi’an 18. Yinchuan 19. Yuncheng 20. Zhuhai |